# Своєнцин
Своєнцин (пол. Swojęcin) — село в Польщі, у гміні Лютоцин Журомінського повіту Мазовецького воєводства.
Населення — 289 осіб (2011).
У 1975-1998 роках село належало до Цехановського воєводства.

## Демографія
Демографічна структура станом на 31 березня 2011 року:
|          | Загалом | Допрацездатний вік | Працездатний вік | Постпрацездатний вік |
| -------- | ------- | ------------------ | ---------------- | -------------------- |
| Чоловіки | 146     | 35                 | 95               | 16                   |
| Жінки    | 143     | 30                 | 74               | 39                   |
| Разом    | 289     | 65                 | 169              | 55                   |